# Смерило
Смерѝло (на италиански: Smerillo, на местен диалект Smirillu, Смирилу) е село и община в Централна Италия, провинция Фермо, регион Марке. Разположено е на 806 m надморска височина. Населението на общината е 392 души (към 2011 г.).
До 2004 г. общината е част от провинция Асколи Пичено, когато участва в новата провинция Фермо.